# علم النفس الإيجابي
علم النفس الإيجابي (بالإنجليزية: Positive Psychology) بدأ كحركة تطورت من التفكير الإيجابي إلى علم نفس إيجابي على يد مارتن سليجمان، رئيس جمعية علماء النفس الأمريكيين، عام 1998 ميلادية. ومن هنا تعددت فروع علم النفس ومجالاته وميادينه؛ فمنها ما يهتم بالوقوف على خصائص السلوك السوي، ومقوماته وقوانينه الأساسية؛ ومنها ما يهتم بالتعرف على السلوك غير السوي، بدرجاته المختلفة وصوره المتعددة.
ينتمي علم النفس الإيجابي إلى المجموعة الأولى التي ذكرت أولاً؛ لأنه يهتم في الأساس بالدراسة العلمية لما يحقق السعادة للناس. ويسعى إلى تعزيز قدرات الشخصية المتعددة، كالصمود والصلابة النفسية والتفكير الإيجابي وغيرها، وإلى تدريب الأفراد على مواجهة الضغوط النفسية، التي يتعرضون لها، والتخلص من الاحتراق النفسي، وإلى تحسين الرضا عن الحياة وجودتها، وإلى دراسة الظروف والعمليات، التي تسهم في الوصول إلى أعلى أداء وظيفي للناس والجماعات والمؤسسات. وفضلاً عن ذلك فإن علم النفس الإيجابي، في اهتمامه بالمجتمع، يسعى إلى تنمية الفضائل وتفعيل دور المؤسسات المدنية، التي تعمل على تحسين الواقع وتنمية الشعور بالمسؤولية، لدى الأفراد، والإيثار والتسامح، والعمل الخلاق.
وقد أصبح تركيز الدراسات النفسية على مكامن القوة في نفسية الإنسان كالسعادة والطمأنينة والأمل والاستقرار النفسي والتقدير الاجتماعي والقناعة وبهدف التغلب على الضغوط التي تؤدي بالإنسان إلى اضطرابات بالصحة النفسية خاصة أنها تقع على الطرف الآخر لأكثر الاضطرابات النفسية شيوعا كالقلق والاكتئاب واليأس وعدم تقدير الذات. الا أن الجانب المهم بعلم النفس الإيجابي أن تقوية مكامن القوة يؤدي إلى دور وقائي لمن يعيش بحالة جيدة من التوافق النفسي، كم أنه يساعد من يعاني من مشكلات توافقية إلى تدعيم مكانيزمات التوافق لديه.
إذا كان علم النفس التقليدي يركز على السلبيات؛ فإن علم النفس الإيجابي يعالج الضعف، ويغذي مواضع القوة لدى الفرد، ويعمل على بناء السِّمات الإيجابية، التي تساعد الأفراد والمجتمعات، ليس على التحمل والبقاء فقط، بل وتساعدهم أيضاً على الازدهار. كما أن استخدام إستراتيجيات علم النفس الإيجابي، تؤدي إلى نقل الشخص بعيداً عن التركيز ضيق الأفق، على معايشة المواقف السلبية والأمراض النفسية، إلى منهج جديد هو تنمية السمات الإيجابية والفضيلة والقوى الإيجابية على مدى الحياة، والاستفادة منها في الصحة والعلاقات والعمل. ويقوم علم النفس الإيجابي على تعظيم المهارة، التي يمتلكها جميع الأفراد، وهي مهارة الكفاح من أجل الهدف، والتي تؤدي إلى تنمية السِّمات البشرية الإيجابية، واستخدامها في مكانها الصحيح.
من رواد علم النفس الإيجابي في العالم العربي «شريف عرفة» صاحب الكتب الأكثر مبيعا في هذا المجال

## نماذج لموضوعات علم النفس الإيجابي
ظهر مجال علم النفس الإيجابي وأهدافه تغيير وظيفة علم النفس، من التعامل فقط مع الموضوعات ذات الطابع السلبي في الحياة، إلى بناء أفضل الكفايات الإيجابية، مثل السعادة والارتياح (للماضي)، والتدفق والبهجة والإحساس بالمتعة (للمستقبل)، والخبرات المعرفية حول التفاؤل بالمستقبل والآمال والإيمان، والصحة النفسية الإيجابية.
- المستوى الفردي: يهتم بالسمات الفردية الإيجابية، مثل الحب والتشجيع والمهارات التشخيصية والإحساس بالجمال والمثابرة والتسامح والأصالة والحكمة، وكذلك الصحة النفسية الإيجابية.
- المستوى الجماعي: يدور اهتمامه حول الخصائص البيئية، والمؤسسات التي توجه الأفراد نحو أساليب المواطنة، كالمسؤولية والتنشئة والإيثار والحداثة والتسامح وأخلاقيات العمل.

وبناءً على ذلك تعددت موضوعات علم النفس الإيجابي، التي يتناولها بالدراسة. وفيما يلي عرض لنماذج من موضوعاته:

## أولا: الشخصية الإيجابية
لتعريف الشخصية الإيجابية عدة مناحي: الأول منها سرد الخصائص المميزة لتلك الشخصية، والثاني المقارنة بين خصائص الشخصية الإيجابية، وخصائص الشخصية السلبية. أما المنحى الثالث، فيقوم على اقتراح تنظيم متكامل لتلك الخصائص.

### المنحى السردي لنتائج البحوث والدراسات
تتميز الشخصية الإيجابية بالسعادة والرضا عن الحياة، وبتفسير المواقف بطريقة أكثر إيجابية، وبالبحث عن المواقف التي ترتبط بسمات شخصياتهم ودوافعهم؛ فالانبساطي يقضي وقتاً أطول في المواقف الاجتماعية، والمناشط البدنية، خاصة إذا كان اختيار هذه المواقف وتلك المناشط يتم بحرية.
وتتسم الشخصية الإيجابية بالتفاؤل وتقدير الأحداث على أنها مُجلبة للسرور، ويتذكرون أحداثاً أكثر إيجابية، وتكون تداعياتهم الحرة أكثر مجلبة للسرور.
ويرتبط الانبساط بالسعادة والشعور بالرضا وبالمشاعر الإيجابية. ويهيئ الانبساط الناس لأن يمروا بأحداث حياة سعيدة، خاصة في مجال الصداقة والعمل، وهذه تقود، من ثم، إلى درجة عالية من الهناء الإيجابي، وإلى زيادة الانبساطية.
ومن خصائص الشخصية الإيجابية ارتفاع الضبط الداخلي؛ إذ يعتقدون أن الأحداث تقع تحت سيطرتهم، وليست بيد الآخرين أو الحظ. ويزداد لدى هذه الشخصية الشعور الذاتي بالهناء، الذي يرتبط بارتفاع الضبط الداخلي.
ويشعر صاحب الشخصية الإيجابية بأعلى درجات السعادة عندما يستطيع حل صراعاته الداخلية، وتحقيق درجة من التكامل في شخصيته. كما وجد أن الذين يكشفون عن درجة منخفضة من التفاوت، بين صورة الذات والذات المثالية وبين التطلعات والإنجازات، هم أكثر شعوراً بالسعادة والإيجابية. كما بينت الدراسات أن أصحاب الشخصية الإيجابية يحصلون على قدر كبير من الشعور الذاتي بالرضا، من خلال العمل، أي من خلال أداء العمل فعلاً، واستخدام مهاراتهم، وتحقيق الإحساس بالنجاح، أو الإنجاز، الناجم عن إكمال العمل، بل ومن الممارسة الجادة لأنشطة وقت الفراغ. ومن خصائص تكامل الشخصية الإيجابية القدرة على التنظيم والتخطيط، واستخدام الوقت بنجاح، والنظرة الإيجابية للوقت، وبالدقة والكفاءة، ومن ثم يبدو المستقبل مشرقاً لهم.

### المنحى المقارن
| الشخصية الإيجابية                   | الشخصية السلبية                     |
| ----------------------------------- | ----------------------------------- |
| تتدبر البدائل                       | تستسلم للمواقف                      |
| مرونة الشخصية                       | جمود الشخصية                        |
| قوة التحكم في المشاعر وردود الأفعال | ضعف التحكم في المشاعر وردود الأفعال |
| تبذل أقصى جهد للتميز                | لا تسعى للتميز                      |
| لوم الذات (ضبط داخلي)               | لوم الآخرين (ضبط خارجي)             |
| قوة الإصرار والعزيمة                | ضعف الإصرار والعزيمة                |
| الحلول والاختيارات المتعددة         | الحل الواحد                         |
| قوة تحمل المسؤولية                  | ضعف تحمل المسؤولية                  |

### منحى التنظيم المتكامل لخصائص الشخصية الإيجابية

#### اتجاهات الفرد نحو ذاته
- رؤية واقعية موضوعية للذات.
- تقبل الذات بما فيها من قوة أو قصور.
- الشعور بالذاتية، بما فيها من اعتبار للذات.

#### النمو والنضوج وتحقيق الذات
- النمو السليم لمفهوم الذات.
- توجيه الدافعية للسلوك توجيهاً سليماً.
- تمايز أبعاد الذات وتطويرها إلى أقصى حد.

#### التكامل
- توازن القوى النفسية لدى الفرد.
- نظرة متسقة غير متضاربة للحياة.
- مواجهة الضغوط وإيجابية مقاومتها.

#### الاكتفاء الذاتي
- تنظيم السلوك تنظيماً نابعاً من داخل الفرد.
- الاستقلالية في التصرف.

#### إدراك الواقع
- إدراك متحرر من التشوه الناتج عن الحاجة.
- المشاركة الوجدانية والتعاطف والحساسية الاجتماعية.

#### السيطرة على البيئة
- القدرة على تبادل الحب.
- الكفاية في الحب والعمل.
- الكفاءة في مواجهة متطلبات المواقف.
- القدرة على المواءمة والتكيف.
- الكفاءة في حل المشكلات.

## ثانياً: التفكير الإيجابي
قال ديكارت «أنا أفكر إذن أنا موجود». واستدل ديكارت على وجود الإنسان بناءً على تفكيره. إن التفكير عملية وليس إجراء، يهدف إلى البناء والفعالية للفرد والمجتمع، وذلك باستنباط واكتشاف ما هو أفضل، وبالاستخدام النافع لإمكانات الأفراد والمجتمعات. إن التفكير هو التقصي المدروس للخبرة من أجل غرض ما، قد يكون هذا الغرض هو الفهم أو اتخاذ القرار أو التخطيط وحل المشكلات، أو الحكم على الأشياء، أو القيام بعمل ما. وإذا كان القرين يتضح بنقيضه، فالتفكير الإيجابي يزداد وضوحاً إذا قورن بالتفكير السلبي؛ فإذا كان التفكير السلبي هو إدراك سلبي للذات والعالم والمستقبل، قائم على الأفكار المشوهة، فإن التفكير الإيجابي هو تكوين صورة ذهنية موجبة عن ذات الفرد، وعن العالم والمستقبل. وإذا كان التفكير السلبي استياء من الماضي وخوفاً من المستقبل، وإنه يغلق كل طريق منطقي، يعاني صاحبه من القلق الكافٍ للاوعي؛ فإن التفكير الإيجابي توظيف وانتفاع بالخبرات الماضية، وإعادة توظيفها على نحو أفضل للأداء، وبصورة بناءة أكثر فائدة ونفعاً.
وإذا كان التفكير السلبي توقعاً سلبياً ضاراً وغير نافع للأمور؛ لأنه نوع من التشوهات المعرفية، فإن التفكير الإيجابي توقع إيجابي للأمور؛ لأنه يشعر الفرد بالتفاؤل بسلطته وقوته وبأنه متحكم في حياته بحكمة وذكاء، وبالقدرة على مواجهة الأمور وحل المشكلات. وإذا كان الخوف من الفشل ومن الرفض وعدم التقبل ومن النقد، من خصائص التفكير السلبي؛ فإن التطوير الإيجابي المتواصل من سمات التفكير الإيجابي لأنه يجعل من الفشل طريقاً للنجاح، ومن الرفض طريقاً للتقبل، ومن النقد مفتاحاً للبناء، اعتماداً على جوانب القوة ومعالجاً لجوانب الضعف. وإذا كان التشاؤم من سمات التفكير السلبي؛ لأن أصحابه ينظرون دائماً إلى الجانب المظلم في كل شيء، ويتخيلون أن كل الأشياء غير السارة المخيفة على وشك الوقوع؛ فإن التفاؤل من سمات التفكير الإيجابي؛ بمعنى الإيمان بالنتائج الإيجابية وتوقعها، حتى في أصعب المواقف والأزمات والتحديات.
ومن خصائص أصحاب التفكير السلبي، الحديث السلبي الذاتي النابع من مسلمات خاطئة عن النفس والآخرين. ويكون هذا الحديث تأكيداً لتلك المسلمات الخاطئة. أما أصحاب التفكير الإيجابي، فإن حديثهم الذاتي يكون إيجابياً؛ لأنه مبني وقائم على رؤية موضوعية وفهم حقيقي للذات والآخرين، وتصحيح مستمر ومستمد من الخبرات المتجددة التي يكتسبها الفرد (لا على تشويه تلك الخبرات والتجارب).
ويتسم أصحاب التفكير السلبي بسيطرة كثير من المشاعر السلبية عليهم، كالاكتئاب والقلق والخوف وضعف السيطرة على غضبهم والعصبية في التصرف، كما يكونون في حالة توتر مستمر. أما أصحاب التفكير الإيجابي، فتسيطر عليهم المشاعر الإيجابية، فهم قادرون على توجيه تفكيرهم وجهة إيجابية، ينظرون نظرة متفائلة لما يحيط بهم، متفائلون، متقبلون لذواتهم، وبالكفاءة الشخصية المدعمة بإنجازاتهم تحقيقاً لذواتهم، وبالتفتح والانفتاح على الخبرات، وبممارسة التفاعل الاجتماعي بنجاح، وبالحكمة والتطلع نحو المستقبل. وثمة طريقتان أساسيتان للنظر إلى العالم. فأصحاب التفكير الإيجابي يتصفون بالنظر للعالم نظرة تتميز بالإيجابية، فتصير شخصاً إيجابياً، وترى العالم في إطار الخير والإحسان، وتصير أكثر تفاؤلاً، وتصير شخصاً أكثر سعادة وأكثر فاعلية. أما أصحاب التفكير السلبي، فيتصفون بنظرة تتسم بالسلبية والخبث تجاه العالم، لا ترى سوى المشكلات والظلم في كل مكان، وترى القيود وعدم الإنصاف، بدلاً من رؤية الفرص والأمل.
ويتضح مما سبق فوائد التفكير الإيجابي، والتي تتمثل في أنه:
- يعتبر سر الأداء المتميز، سواء في الدراسة أو في العمل.
- يتيح للفرد فرصة الاختيار الناجح للأهداف.
- يجعل الحياة ممتعة ومليئة بالسعادة، مع وجود القلق الحافز.
- ما يمتاز به التفكير الإيجابي من خصائص، يؤدي إلى التفاؤل والطاقة والقدرة على الدفاع عن النفس.
- إن الشخص الذي يفكر تفكيراً إيجابياً يعتمد على نفسه، وهو مخطط ومنفذ بناء، موضوعي النظرة، يجعل من الفشل طريقاً للنجاح، وعضواً نافعاً في المجتمع.

### الإيجابية ثقافيا
يرى الأستاذ الدكتور عمر الفجاوي أن الإيجابية: 
 ويستدل على ما ورد في تعريفه بكلام منسوب للجاحظ ذكر فيه لفظ «النصبة» الذي يعده مرادفا للمصطلح الإنجليزي (بالإنجليزية: Body language) والتي تترجم حرفيا إلى لغة الجسد.

## ثالثاً: السعادة
«ما هو أرقى خير يمكن أن يبلغه المرء بجهده؟ يتفق عامة الناس وصفوتهم على أنه السعادة؛ ولكنهم يختلفون حتى في تحديد حقيقتها».
«إن كل البشر قد خلقوا سواسية، وإن خالقهم قد حباهم بحقوق لا يجوز انتزاعها منهم، منها الحق في الحياة، والحرية، والجد في طلب السعادة».
«ما الذي يطلبه الناس من الحياة ويودون تحقيقه؟ إن الإجابة على هذا السؤال جلية يصعب الشك فيها؛ فالناس يكافحون من أجل سعادتهم، إنهم يريدون أن يكونوا سعداء، وأن يظلوا على هذا النحو».
مما سبق يتضح أن السعادة حق من حقوق الإنسان؛ لذا فهي هدف يسعى الإنسان نحو تحقيقه. وفي سعيه نحو تحقيق سعادته، يتعامل ويوجِد نوع الحياة التي يريدها.
إن نوع الحياة، على المستوى الاجتماعي العام، هي ذلك البناء الكلي الشامل، الذي يتكون من مجموعة من المتغيرات المتنوعة، التي تهدف إلى إشباع الحاجات الأساسية للأفراد الذين يعيشون في نطاق هذه الحياة... ونوع الحياة بالنسبة للإنسان هي ما يدركه منها، حتى إن تقييم الفرد للمؤشرات الموضوعية في حياته (كالدخل والسكن والعمل والتعليم... إلخ) تمثل في أحد مستوياتها انعكاس مباشر لإدراك هذا الفرد لجودة الحياة، في وجود هذه المتغيرات على هذا المستوى، والذي يتوقف، بدرجة كبيرة، على مدى أهمية كل متغير من هذه المتغيرات لهذا الفرد، وذلك في وقت معين وفي ظل ظروف معينة. ويظهر ذلك في مستوى السعادة أو الشقاء، الذي يكون عليه، والذي يؤثر بدوره على تعاملات هذا الإنسان مع كافة المتغيرات، التي تدخل في نطاق تفاعلاته.
ومعنى ذلك أن السعادة (والشقاء) إحدى مظاهر التعبير عن نوع الحياة، وأن هذا النوع دالة لإدراك الفرد للمتغيرات التي يتعامل معها، من أجل إشباع حاجاته.

### ما السعادة؟
حاول الفلاسفة وضع تعريف للسعادة؛ إلا أن نسبية المفهوم أدت إلى اختلافاتهم فيما صاغوه من تعريفات. يرى أحد الفلاسفة أن السعادة هي النظير للأسلوب الناجح في التعامل، مع فترة أقصر وأهداف أقل؛ لذلك فإن التدبير المتروي في الكيفية التي يمكن بها أن تكون سعيداً، هي بمثابة النظير للتدبير المتروي في الكيفية التي يمكن بها التعامل مع مجموعة أصغر من الأهداف، عبر فترة زمنية أقصر.
ويرى فيلسوف آخر أن السعادة نشاط النفس وفقاً لفضيلتها، وإذا كان هناك أكثر من فضيلة للنفس، فإنها (أي السعادة البشرية) تكون وفقاً لأعظم فضائلها، وأكثرها كمالاً.
وثمة فيلسوف آخر يرى أن السعادة للموجودات البشرية، هي عقارٌ طبيٌ مهدئٌ وطريقة في التفكير، أي تبدو في المقام الأول بوصفها سعادة الارتياح وعدم الانزعاج، وحالة تُخمة الإشباع التي تبلغ في النهاية حالة التوافق. وقد أسهمت التعريفات الفلسفية للسعادة في توضيح نسبية السعادة، وفي تعريفها. وجاءت التعريفات النفسية لتبحث في مكونات السعادة وقياسها؛ فالسعادة هي «الرضا الشامل»، الذي يشتمل على الشعور بالرضا عن جوانب محددة، مثل العمل أو الزواج أو الصحة أو القدرات الذاتية أو تحقيق الذات. ويمكن فهم السعادة بوصفها انعكاساً لدرجة الرضا عن الحياة، أو بوصفها انعكاساً لمعدلات تكرار حدوث الانفعالات السارة وشدة هذه الانفعالات. وليست السعادة عكس التعاسة تماماً.
وللسعادة ثلاثة عناصر أو أبعاد، هي: الرضا عن الحياة ومجالاتها المختلفة، والاستمتاع والشعور بالبهجة، والعناء بما يتضمنه من قلق أو اكتئاب، وأخيراً الصحة، التي ترتبط بكل من العوامل الثلاثة السابقة. أدى تعدد تعريفات السعادة إلى ظهور مفهومات أخرى ترتبط بها، وتسهم في الوصول إلى تحقيقها، من ناحية، وفي تحديد طبيعة علم النفس الإيجابي، من ناحية أخرى، ومن هذه المفاهيم:

### معنى الحياة
ومعنى الحياة مفهوم شائع يصف خبرة حياة لها هدف وذات قيمة. ويوجد هذا الهدف عندما يتسامى الإنسان بذاته. والإنسان، الذي يكتشف أن لحياته معنى وهدفاً، هو الإنسان، الذي يستطيع أن يتحمل ندرة اللذة والافتقار إلى المكانة والنفوذ، دون أن ينتقص هذا من سعادته أو صحته.
إن معنى الحياة هو إدراك الفرد لمكانته الاجتماعية، في ضوء ثقافة مجتمعه، ومنظومة القيم، التي نشأ عليها في ضوء أهدافه واهتماماته وتوقعاته، في شتى المجالات. والفرد الذي يدرك معنى لحياته، يخطط أهدافه ويحدد أغراضه ويشعر أن عليه وظيفة يجب أن يؤديها في هذه الحياة، وأنه لم يوجد في هذه الحياة جزافاً.
ويشتق الفرد معنى حياته من عدة مصادر، منها ما يتعلق بإشباع الجانب الروحي، كالمداومة على الذهاب لدور العبادة؛ ومنها ما يتعلق بالجانب الاجتماعي، كتكوين علاقات اجتماعية وممارسة الأنشطة الابتكارية وتحقيق الإنجازات الشخصية وإشباع الدوافع الأساسية؛ ومنها ما يتعلق بالجانب الاقتصادي، المتمثل في الحصول على موارد مالية تحقق مطالب حياته. إضافة إلى الشعور بالأمن والتمتع بأوقات الفراغ، والالتزام بالقيم والمبادئ الخلقية السامية.
ومعنى الحياة قد يكون إيجابياً أو سلبياً، ويتحدد ذلك من خلال قدرة الفرد على مواجهة تحديات الحياة، ومجابهة الأزمات، إذا استطاع أن يوازن بين إمكاناته المتاحة ومطالب الحياة المتزايدة. ويعني ذلك أنه إذا نجح الفرد في تحقيق هذا التوازن، أصبح للحياة معنى إيجابياً، وإذا فشل في تحقيق هذا التوازن أصبح للحياة معنى سلبياً.

### الرضا عن الحياة
ظهرت نظريات مختلفة لتفسير الرضا عن الحياة، منها:
- نظرية المواقف: يرى أصحاب هذه النظرية أن الإنسان عندما يعيش في ظروف طيبة، يشعر فيها بالأمن والنجاح في تحقيق أهدافه. في هذه الظروف يكون الإنسان راضياً وسعيداً، ومتمتعاً بالصحة النفسية.
- نظرية الخبرات السارة: يرضى الإنسان عن حياته عندما تكون خبراته فيها سارة وممتعة؛ فليست الظروف أو المواقف الطيبة هي مصدر الرضا؛ وإنما ما يدركه الإنسان من خبرات سارة، في هذه الظروف والمواقف.

ويمكن تعريف الرضا عن الحياة بأنه «إدراك الفرد بأنه زُوِد بإمكانيات واستعدادات، في جميع جوانب شخصيته، وأنه نجح في استثمارها ما يشعره بالسعادة، وحب الحياة والإقبال عليها». أي نوع من التقدير الهادئ والمتأمل لمدى الرضى، عن العمل والزواج وقضاء أوقات الفراغ، وغيرها.
ويُعد الرضا عن الحياة جزءاً مهماً من جودة الحياة؛ لأن جودة الحياة تتمثل في شعور الفرد بالرضا والإشباع لكافة احتياجاته وطمأنينة نفسه، وتحقيق الذات، الذي يجعل الفرد يشعر بالبهجة والاستمتاع. وتتمثل جودة الحياة في التقدير العقلي لنوع الحياة، التي يعيشها الفرد، من خلال التأكد من حسن سير الأمور، سواء في الماضي والحاضر.
إن مفهوم الرضا عن الحياة هو أحد الأركان الأساسية لمفهوم جودة الحياة. إن الراضين عن حياتهم يشعرون بجودتها، فيستمرون بها كما يشعرون بالاطمئنان والاستقرار، ما يجعلهم قادرين على العطاء والإتقان والإنتاج، متميزين بالتسامح والود وحسن التعامل مع الآخرين. وعلى خلاف ذلك، يتجه غير الراضين عن حياتهم إلى تدمير ذواتهم بارتكاب الجرائم، وإدمان المخدرات، والتخريب والإفساد، وإيذاء الآخرين وتدمير بيئاتهم، كنوع من التعبير عن عدم الرضا بالحياة.
السعادة إذاً:
- من أعظم فضائل النفس البشرية، التي توصل صاحبها في النهاية إلى التوافق مع ذاته والآخرين.
- مفهوم نسبي يتوقف على إدراك الفرد للمتغيرات التي تحيط به، ومن ثم تختلف من فرد لآخر، ومن زمان لآخر.
- هدف يسعى الإنسان نحو تحقيقه، أو غاية يعمل على بلوغها.
- يرتبط تحقيق السعادة بالوصول إلى الأهداف المرجوة. والعبرة في ذلك ليس بكثرة الأهداف، بل بنوع تلك الأهداف، والزمن المتاح للوصول إليها.
- تكوين فرضي يمكن تحديده بأنه الرضا الشامل، الذي يتبدى في الرضى عن جوانب محددة، والاستمتاع بالشعور بالبهجة والصحة. ويمكن قياس درجة ما يشعر به الفرد من سعادة قياساً كمياً، كما في مقاييس الحالة المزاجية للفرد، والتي تتطلب من المفحوص تقدير درجة شعوره بالبهجة/ الاكتئاب، خلال فترة معينة.

وللسعادة مصادر متعددة ــ حددها السيكولوجيون ــ وتُعد العلاقات الاجتماعية واحدة من أهم مصادرها، والتخفف من العناء، وزيادة تقدير الذات، وكف الانفعالات السلبية. ومن مصادرها العمل، الذي يكون مصدراً للدخل ولتنظيم الوقت والإحساس بالمكانة والهوية والاتصالات الاجتماعية. ويعد نشاط وقت الفراغ مصدراً أساسياً للشعور بالرضا عن الحياة؛ لأنه يمارس بدافع داخلي ذاتي، من خلال استخدام وتنمية المهارات وتوفير إشباع اجتماعي، وشعور بالاسترخاء. وترتبط الصحة بالسعادة ارتباطاً وثيقاً، وهي غالباً ما تكون سبباً للسعادة والشعور بالرضا.